# Eugen Stammbach
Eugen Wilhelm Otto Stammbach (* 14. Februar 1876 in Stuttgart; † 9. März 1966 ebenda) war ein deutscher Landschaftsmaler.

## Leben
Stammbach wurde als Sohn des Tuchhändlers Friedrich Stammbach (1825–1884) und dessen Frau Elise, geb. Reihlen (1830–1914) in eine alte Bürgerfamilie geboren und wuchs mit elf Geschwistern im Stuttgarter Bohnenviertel auf. Er besuchte mit wenig Erfolg das Eberhard-Ludwigs-Gymnasium und wechselte deshalb im Alter von 15 Jahren auf die Kunstgewerbeschule. Das künstlerische Talent erbte er von der Familie seiner Mutter. 1895 bezog er die Stuttgarter Kunstschule, wo Jakob Grünenwald, Gustav Igler, Carlos Grethe und Friedrich von Keller seine Lehrer waren. 1902 wurde er als Student der Komponierschule mit einer silbernen Medaille der Kunstakademie ausgezeichnet. 1905 beendete er sein Studium. Mit einem Reisestipendium (Rompreis) konnte er anschließend Italien bereisen. Es war sein einziger Auslandsaufenthalt als Künstler. 1910 wurden zwei seiner Werke in einer Ausstellung in Rom gezeigt. In den folgenden Jahren war er an zahlreichen weiteren Ausstellungen beteiligt. Stammbach war aktives Mitglied im Stuttgarter Künstlerbund und von 1910 bis 1941 dessen Schriftführer.
In seinem künstlerischen Schaffen wandte er sich nach 1900, angelehnt an den französischen Pointilismus, zunehmend der impressionistischen Freilichtmalerei zu. Er lebte und arbeitete in bescheidenen Verhältnissen in seinem Wohnatelier in Ameisenbergstraße in Stuttgart, das er seit 1913 bewohnte. Außer von gelegentlichen Verkäufen seiner Werke, die einen eher regionalen Liebhabermarkt fanden, lebte er von einem kleinen Ehrensold und Zahlungen aus einem Künstlerfonds, die ihm dank der Unterstützung von Theodor Heuss zugesprochen worden waren. Stammbach war verheiratet und hatte keine Kinder. Seine Frau starb 1946.
Anlässlich seines 75. Geburtstags zeigte der Württembergische Kunstverein noch einmal eine Ausstellung seiner Werke. 1965 wurde ihm der Professorentitel verliehen. 1955 war er Mitgründer des Künstlerbundes Baden-Württemberg. Er starb 1966 kurz nach seinem 90. Geburtstag.

## Auszeichnungen
- Bundesverdienstkreuz 1. Klasse